# Psidium haitiense
Psidium haitiense är en myrtenväxtart som beskrevs av Brother Alain. Psidium haitiense ingår i släktet Psidium och familjen myrtenväxter. Inga underarter finns listade i Catalogue of Life.